# Fürstenwalde
Fürstenwalde/Spree är en stad i östra Tyskland, belägen vid floden Spree i Landkreis Oder-Spree i förbundslandet Brandenburg, omkring 55 km öster om centrala Berlin.

## Geografi
Floden Spree flyter genom staden. Norr och söder om staden ansluter kuperade områden som skapades under senaste istiden.

## Historia
Orten nämns 1272 för första gången men det antas att den är cirka 50 år äldre. I ett fördrag som undertecknades 1373 i Fürstenwalde mellan kurfursten Otto V av Bayern och kejsaren Karl IV fick den sistnämnde hela Markgrevskapet Brandenburg. Vid Karl IV:s truppers intåg i biskopsdömet Lebus förstördes den gamla domkyrkan och Fürstenwalde valdes därför som nytt säte för biskopen, vilket slutligen bekräftades av påven 1385. Fürstenwalde blev då säte för Brandenburgs tredje domkyrka och domkapitel; de andra två var Brandenburg an der Havel och Havelberg. Den gamla domkyrkan brändes 1446 av husiterna och efteråt byggdes en ny domkyrka samt ett nytt rådhus. Under vissa år när pesten härjade i Frankfurt (Oder) flyttades Viadrinauniversitetet till Fürstenwalde.
1662 till 1669 byggdes en kanal från floden Oder till Berlin som korsade floden Spree i Fürstenwalde. 1842 fick staden anslutning till en av Tysklands första järnvägslinjer, mellan Berlin och Frankfurt an der Oder.
Staden har även en längre militärhistoria. Först var Napoleon I:s trupper stationerade i staden och senare kom kejserliga ryttare hit.
Efter nazisternas maktövertagande förstördes Fürstenwaldes synagoga. Flera företag tillhörde under andra världskriget rustningsindustrin med flera tusen tvångsarbetare och krigsfångar. Stadens byggnader drabbades hårt vid bombningar under krigets slutskede.
Staden mellan 1945 och 1990 i den sovjetiska ockupationszonen och Östtyskland. Den sovjetiska ockupationsmakten inrättade efter krigsslutet ett läger för 10 000 fångar som kopplades till nazistiska organisationer.
Efter 1950-talet började staden återhämta sig med flera återställda eller nybyggda hus. Ett av de större företagen var Pneumant som även idag framställer bildäck. I staden återfinns idag även NCC:s huvudkontor i Tyskland.

## Befolkning
- Befolkningsutvecklingen i de nuvarande gränserna (Blå linje: Befolkning—Prickade linjen: Jämförelse med utvecklingen av Brandenburg—Grå bakgrund: Period av Nazistyre—Röd bakgrund: Period av kommunistiskt styre)
- Aktuella befolkningsutveckling (blå linjen) och prognoser (prickade linjen).

| År   | Invånare |
| ---- | -------- |
| 1875 | 11 929   |
| 1890 | 15 783   |
| 1910 | 26 286   |
| 1925 | 28 369   |
| 1933 | 32 081   |
| 1939 | 35 842   |
| 1946 | 28 993   |
| 1950 | 30 815   |
| 1964 | 30 849   |
| 1971 | 31 296   |

| År   | Invånare |
| ---- | -------- |
| 1981 | 35 566   |
| 1985 | 35 443   |
| 1989 | 36 083   |
| 1990 | 35 214   |
| 1991 | 34 572   |
| 1992 | 34 350   |
| 1993 | 33 984   |
| 1994 | 33 539   |
| 1995 | 33 628   |
| 1996 | 33 823   |

| År   | Invånare |
| ---- | -------- |
| 1997 | 34 085   |
| 1998 | 34 157   |
| 1999 | 34 167   |
| 2000 | 34 044   |
| 2001 | 33 981   |
| 2002 | 33 726   |
| 2003 | 33 639   |
| 2004 | 33 374   |
| 2005 | 33 336   |
| 2006 | 33 121   |

| År   | Invånare |
| ---- | -------- |
| 2007 | 33 104   |
| 2008 | 32 867   |
| 2009 | 32 576   |
| 2010 | 32 468   |
| 2011 | 30 910   |
| 2012 | 30 885   |
| 2013 | 30 967   |
| 2014 | 31 236   |
| 2015 | 31 741   |
| 2016 | 32 025   |

| År   | Invånare |
| ---- | -------- |
| 2017 | 32 098   |
| 2018 | 31 941   |
| 2019 | 31 965   |
| 2020 | 31 992   |

## Sevärdheter

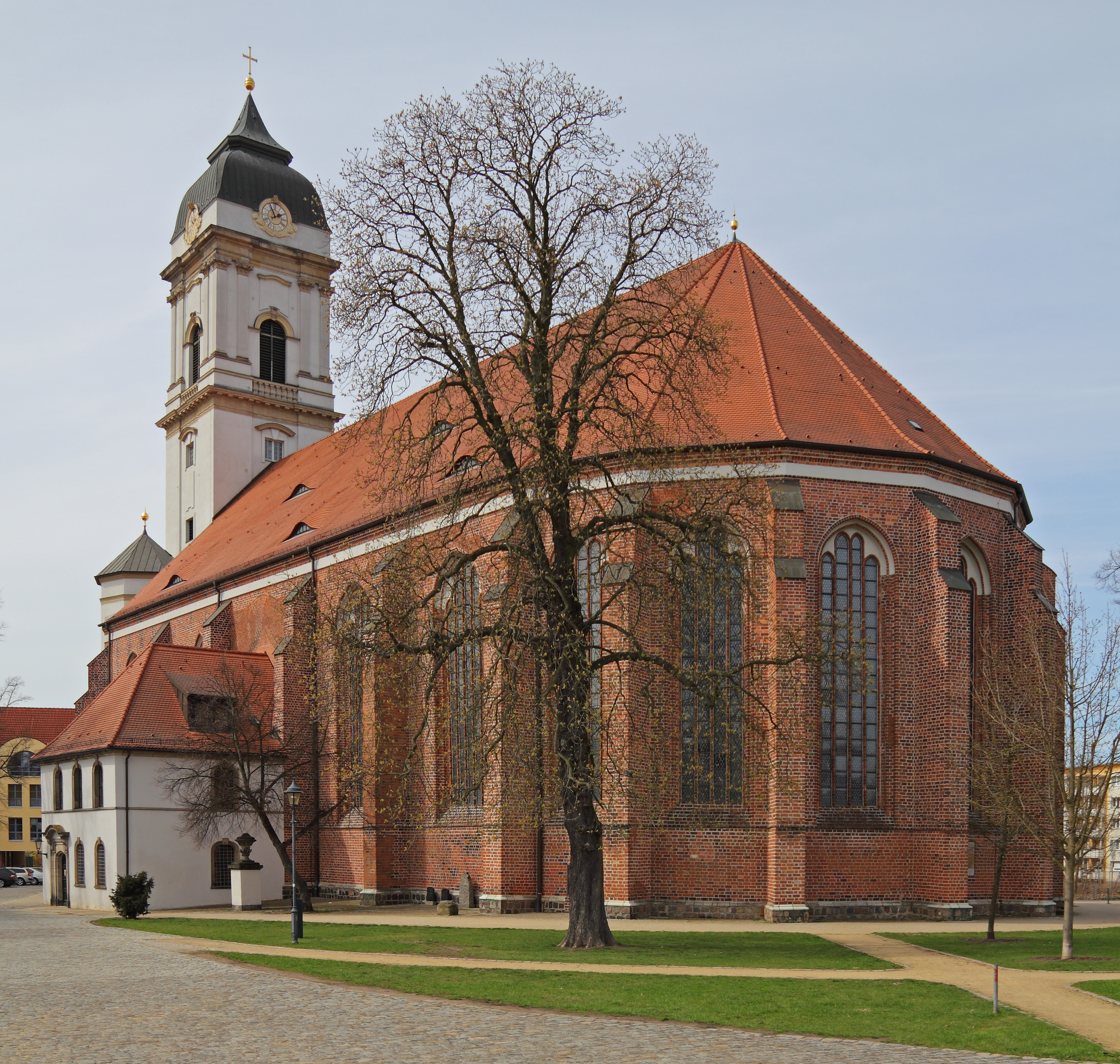
Domkyrkan, Sankt Marien

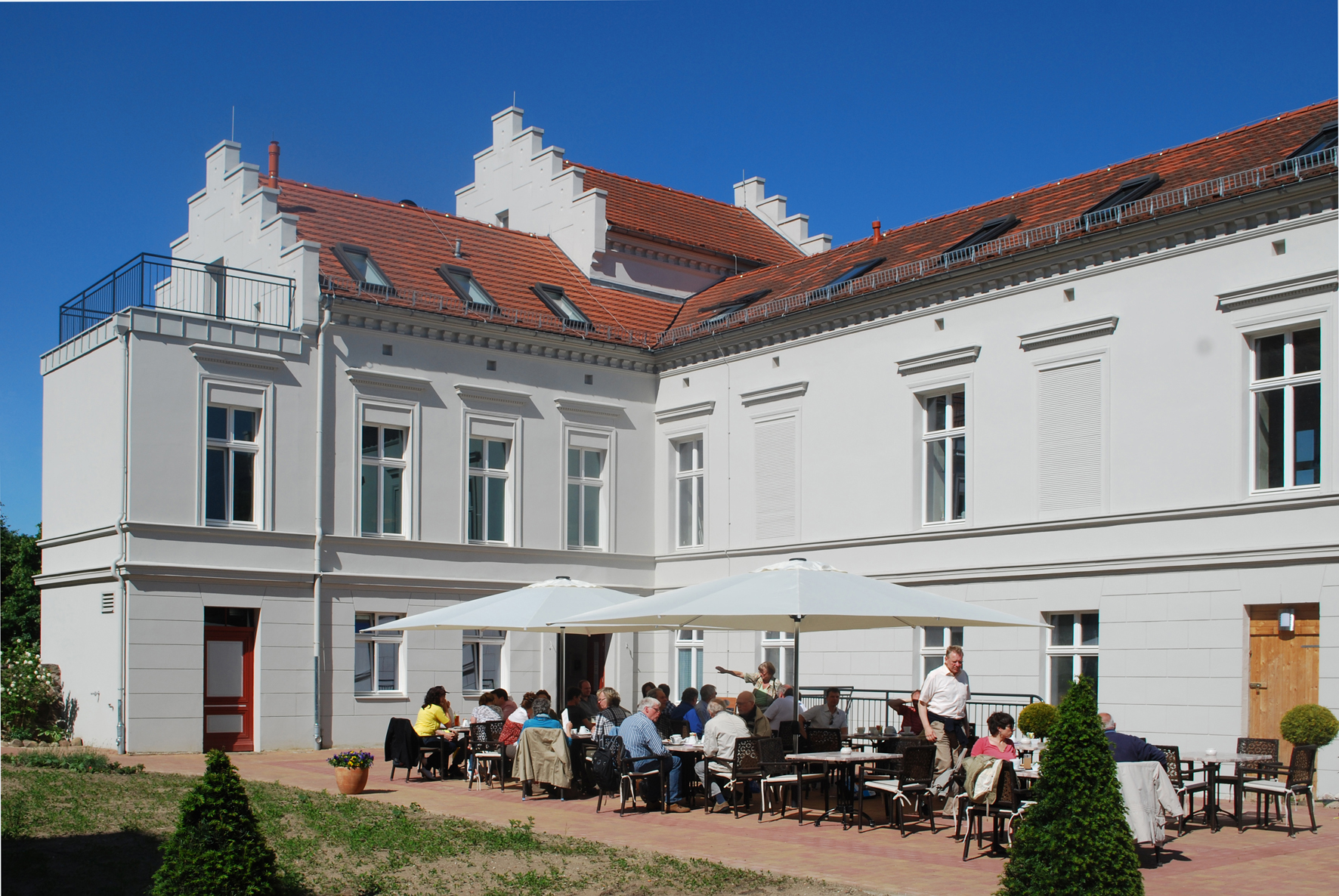
Biskopsslottets terrass

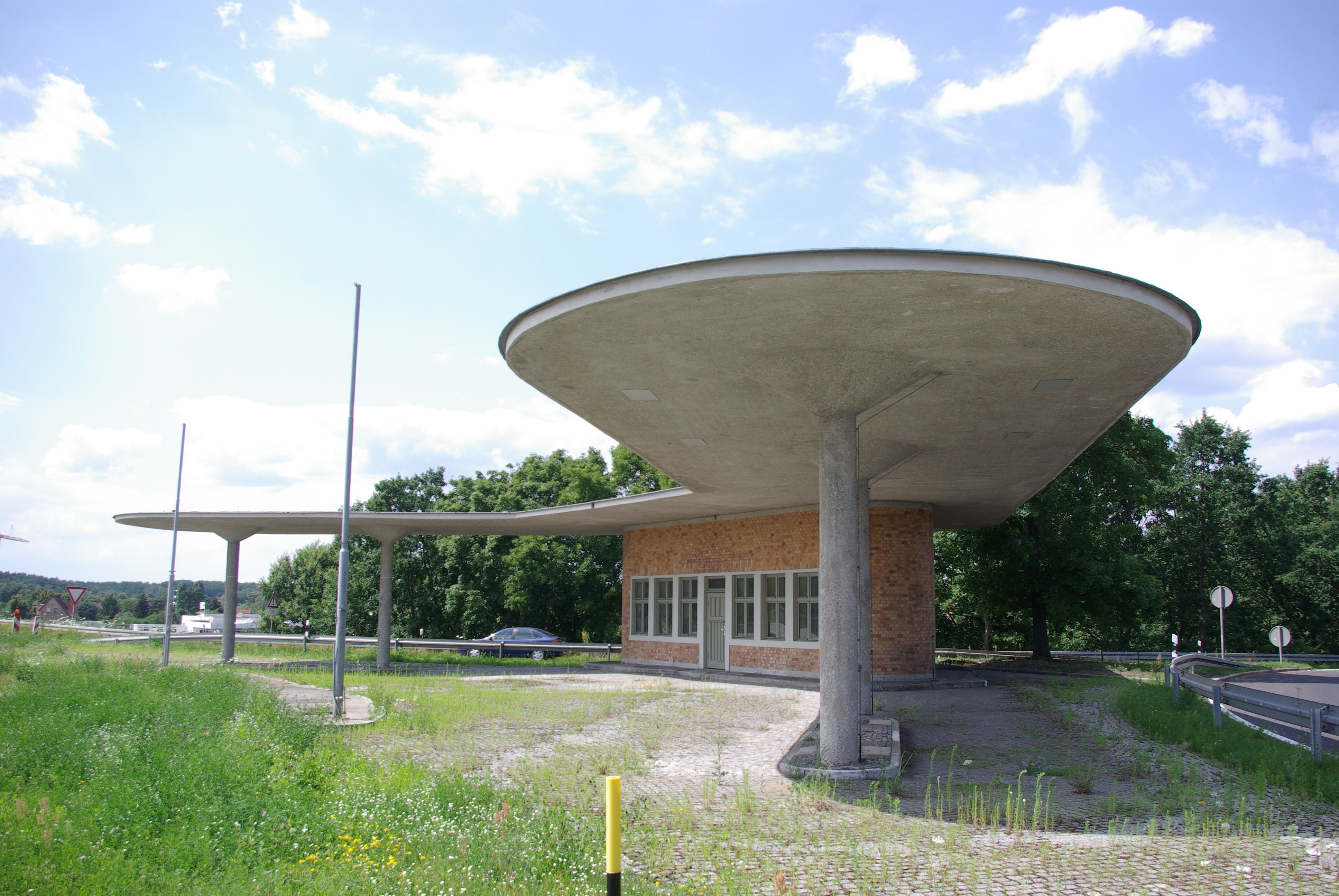
Historisk bensinstation vid A12

- Dom Sankt Marien, den medeltida domkyrkan, idag stadskyrka. Till stor del förstörd 1945 och senare gradvis återuppbyggd fram till 1990-talet.
- Biskopsslottet, ursprungligen uppfört för biskoparna av Lebus under mitten av 1300-talet, idag delvis bevarat och renoverat.
- Rådhuset, uppfört under slutet av 1400-talet, rekonstruerat efter att ha delvis förstörts 1945. I källaren finns stadens bryggerimuseum som även är ett aktivt bryggeri.
- Jagdschloss Fürstenwalde, uppfört omkring år 1700, sedan 1750 använt som sädesmagasin och lagerlokal.
- Ruinerna av stadsmuren
- Historisk bensinstation vid A 12, uppförd 1937 och den enda bevarade i sitt slag.
- Stadsmuseet

## Kommunikationer

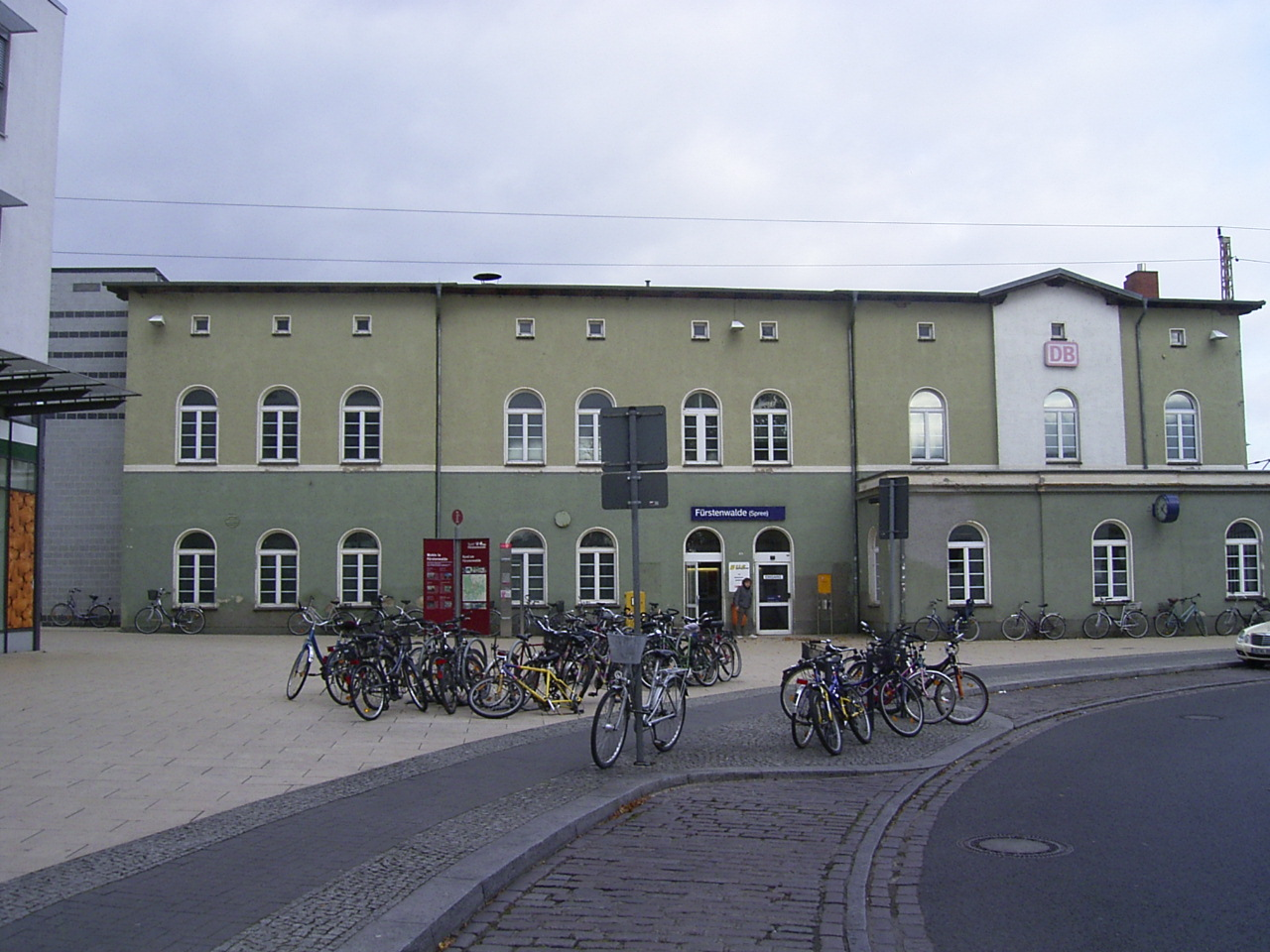
Järnvägsstationen, uppförd 1842 och en av de äldsta i Tyskland.

Fürstenwalde ligger strax norr om motorvägen A12 mellan Berlin och Frankfurt an der Oder.  Även Bundesstrasse 168 mellan Eberswalde och Cottbus passerar intill staden, via en omledning öster om staden som är delvis färdigställd.
Orten ligger vid stambanan mellan Berlin och Frankfurt an der Oder, och har täta regionaltågsförbindelser med linje RE 1 mot Frankfurt an der Oder (-Eisenhüttenstadt - Cottbus) respektive Berlin (-Magdeburg). Vid Fürstenwaldes station finns även anslutning till lokalbanan mot Bad Saarow, med ytterligare en hållplats (Fürstenwalde Süd) i Fürstenwalde.

## Kända invånare
- Wilhelm Burgdorf (1895–1945), general i Wehrmacht, Hitlers chefsadjutant vid Oberkommando der Wehrmacht.
- Ottomar Geschke (1882–1957), socialistisk politiker.
- Wolfgang Götze (född 1937), teoretisk fysiker.
- Ernst Laas (1837–1875), filosof och pedagog.
- Christian Mentzel (1622–1701), läkare, botaniker och sinolog.
- Julius Pintsch (1815–1884), rörmokare och industrialist.
- Axel Schulz (född 1968), professionell boxare.

## Vänorter
- Reinheim
- Choszczno
- Sanok
- Cestas